# Oh, deer!
Oh, deer! (також Oh deer!) — український скримо-гурт з Житомира, заснований 2009 року.

## Історія
Гурт сформувався влітку 2009 року, у 2010 випустив спліт з Violence For Hurley.
У 2013 році виходить спліт з Dan Stark.
У серпні 2015 колектив випускає альбом Сім сестер.
У 2017 виходить останній альбом гурту Як перестати хвилюватися і полюбити війну, після чого колектив оголошує про завершення своєї історії та відіграють останні концерти в Києві, Житомирі та інших містах. Назва альбому посилається на фільм Стенлі Кубрика «Доктор Стрейнджлав, або Як я перестав хвилюватись і полюбив бомбу» та книгу Дейла Карнегі «Як перестати хвилюватися та почати жити», а пісня «У затінку дівчат-квіток» — на однойменний роман Марселя Пруста.
Влітку 2018 року Юрій Бондарчук розпочав сольну кар'єру.

## Склад
- Юрій Бондарчук — вокал
- Женя — гітара
- Юра К. — гітара
- Сергій Т. — бас-гітара
- Саша — барабани

## Дискографія
- 2009 — oh, deer! / Elephant Opinions (спліт)
- 2010 — Violence For Hurley / oh, deer! (спліт)
- 2011 — Oh, deer! (EP)
- 2012 — диптих про смерть
- 2013 — Dan Stark / oh, deer! (спліт)
- 2015 — Сім сестер
- 2017 — Як перестати хвилюватися і полюбити війну[4]
- 2020 — «Альманах (2009—2017)»[5]